# Serhiy Turianskyi
Serhiy Turianskyi, född 25 maj 1962 i Kolomyja, är en ukrainsk före detta fotbollsspelare.
Han spelade en A-landskamp för Ukraina, mot Israel 1994. Sett till födelsedatum är han den äldste spelare som medverkat i en landskamp för Ukraina.